# 祖特沃德
祖特沃德（荷蘭語：Zoeterwoude，荷蘭語：[ˌzutərˈʋʌudə] ⓘ）是荷兰南荷兰省的市镇。该市镇辖区21.91 km² （其中0.67 km²为水面）。2004年其人口8,526。

## 博物馆
- 德·博梅尔佐尔德博物馆-Museum de Bommelzolder
- 叙坦博赫地方史博物馆-Oudheidskamer Suetanborgh

## 生于祖特沃德的名人
- Harm Kamerlingh Onnes，藝術家
- Paul van Kempen，小提琴家
- Bram van Velde，畫家
- Jeroen Straathof，自行車運動員
- Suzanne de Goede，自行車運動員